# Tobias Schneider (Bobfahrer)
Tobias Schneider (* 2. Juli 1992 in Roth bei Nürnberg) ist ein deutscher Bobsportler.
Bevor der Anschieber des deutschen Nationalteams im Bobsport anfing, startete er mit Leichtathletik neben seiner Laufbahn als Polizeimeisteranwärter, für das er 2011 nach München zog, wo er bis heute lebt. Im Jahr 2016 nahm er an der Sportförderung der bayerischen Polizei teil und absolvierte seine Ausbildung in Ainring.

## Karriere
Seine Sportkarriere begann Tobias Schneider als Leichtathlet, ehe er zum Bobsport wechselte. So war er beispielsweise im Sprint bayerischer Meister in der 100-Meter- und der 4-mal-100-Meter-Staffel. Diese Karriere gab er 2017 auf nach dem ihm im März 2016 das Bob-Fieber gepackt hatte. Seine Karriere im Bobsport begann 2016 mit dem Eintritt in die Nationalmannschaft unter Nationaltrainer René Spies als Anschieber.
| Bahn       | Rang | Datum      | Wettkampf  | Typ        |
| ---------- | ---- | ---------- | ---------- | ---------- |
| Königssee  | 1    | 04.12.2016 | Europe Cup | Viersitzer |
| Altenberg  | 4    | 18.12.2016 | Europe Cup | Viersitzer |
| Winterberg | 5    | 24.01.2017 | Europe Cup | Zweisitzer |

| Bahn       | Rang | Datum      | Wettkampf                  | Typ        |
| ---------- | ---- | ---------- | -------------------------- | ---------- |
| Altenberg  | 1    | 23.11.2017 | Europe Cup                 | Zweisitzer |
| Altenberg  | 2    | 25.11.2017 | Europe Cup                 | Viersitzer |
| Königssee  | 3    | 02.12.2017 | Europe Cup                 | Viersitzer |
| Königssee  | 1    | 03.12.2017 | Europe Cup                 | Viersitzer |
| La Plagne  | 1    | 15.12.2017 | Europe Cup                 | Zweisitzer |
| La Plagne  | 1    | 16.12.2017 | Europe Cup                 | Viersitzer |
| La Plagne  | 1    | 17.12.2017 | Europe Cup                 | Viersitzer |
| Winterberg | 2    | 12.01.2018 | Europe Cup                 | Zweisitzer |
| St. Moritz | 2    | 27.01.2018 | Junior World Championships | Zweisitzer |
| St. Moritz | 2    | 28.01.2018 | Junior World Championships | Viersitzer |

| Bahn       | Rang | Datum      | Wettkampf          | Typ        |
| ---------- | ---- | ---------- | ------------------ | ---------- |
| Sigulda    | 3    | 09.12.2018 | BMW IBSF World Cup | Zweisitzer |
| Königssee  | 1    | 16.12.2018 | Europe Cup         | Viersitzer |
| Winterberg | 1    | 05.01.2019 | Europe Cup         | Viersitzer |
| Winterberg | 1    | 06.01.2019 | Europe Cup         | Viersitzer |
| Sigulda    | 1    | 25.01.2019 | Europe Cup         | Zweisitzer |

| Bahn        | Rang | Datum      | Wettkampf          | Typ        |
| ----------- | ---- | ---------- | ------------------ | ---------- |
| Lake Placid | 9    | 07.12.2019 | BMW IBSF World Cup | Zweisitzer |
| Lake Placid | 8    | 14.12.2019 | BMW IBSF World Cup | Viersitzer |
| Lake Placid | 13   | 15.12.2019 | BMW IBSF World Cup | Viersitzer |
| La Plagne   | 5    | 11.01.2020 | BMW IBSF World Cup | Zweisitzer |
| Innsbruck   | 3    | 18.01.2020 | BMW IBSF World Cup | Zweisitzer |
| Innsbruck   | 4    | 19.01.2020 | BMW IBSF World Cup | Viersitzer |
| Königssee   | 4    | 25.01.2020 | BMW IBSF World Cup | Zweisitzer |
| St. Moritz  | 3    | 02.02.2020 | BMW IBSF World Cup | Viersitzer |

| Bahn       | Rang | Datum      | Wettkampf              | Typ        |
| ---------- | ---- | ---------- | ---------------------- | ---------- |
| Yanqing    | 9    | 26.10.2021 | IBSF sanctioned race   | Viersitzer |
| Innsbruck  | 17   | 21.11.2021 | BMW IBSF World Cup     | Viersitzer |
| Altenberg  | 8    | 05.12.2021 | BMW IBSF World Cup     | Viersitzer |
| Winterberg | 10   | 09.01.2022 | BMW IBSF World Cup     | Viersitzer |
| St. Moritz | 4    | 16.01.2022 | European Championships | Viersitzer |
| St. Moritz | 4    | 16.01.2022 | BMW IBSF World Cup     | Viersitzer |
| Yanqing    | 4    | 19.02.2022 | Olympic Winter Games   | Viersitzer |

| Bahn        | Rang | Datum      | Wettkampf          | Typ        |
| ----------- | ---- | ---------- | ------------------ | ---------- |
| Lake Placid | 9    | 07.12.2019 | BMW IBSF World Cup | Zweisitzer |
| Lake Placid | 8    | 14.12.2019 | BMW IBSF World Cup | Viersitzer |
| Lake Placid | 13   | 15.12.2019 | BMW IBSF World Cup | Viersitzer |
| La Plagne   | 5    | 11.01.2020 | BMW IBSF World Cup | Zweisitzer |
| Innsbruck   | 3    | 18.01.2020 | BMW IBSF World Cup | Zweisitzer |
| Innsbruck   | 4    | 19.01.2020 | BMW IBSF World Cup | Viersitzer |
| Königssee   | 4    | 25.01.2020 | BMW IBSF World Cup | Zweisitzer |
| St. Moritz  | 3    | 02.02.2020 | BMW IBSF World Cup | Viersitzer |

| Bahn | Rang | Datum | Wettkampf | Typ |
| ---- | ---- | ----- | --------- | --- |

| Bahn | Rang | Datum | Wettkampf | Typ |
| ---- | ---- | ----- | --------- | --- |

| Bahn | Rang | Datum | Wettkampf | Typ |
| ---- | ---- | ----- | --------- | --- |